# Chutes de Kalambo
Les chutes du Kalambo sont des chutes d'eau d'une hauteur de 221 m, situées sur le cours inférieur du Kalambo, qui forme à cet endroit la frontière entre la Zambie et la Tanzanie. Il s'agit des plus hautes chutes ininterrompues d'Afrique, après les chutes de la Tugela en Afrique du Sud. Le Kalambo se jette plus au nord dans le lac Tanganyika, non loin de sa pointe sud.

## Site préhistorique
Les chutes ont donné leur nom à l'un des plus importants sites préhistoriques d'Afrique, dit des Chutes du Kalambo, situé côté zambien. Il a été fouillé de 1956 à 1959 par John Desmond Clark, qui découvrit des vestiges préhistoriques autour d'un petit lac derrière les chutes.
Le site a livré une séquence stratigraphique bien lisible couvrant plus de 250 000 ans. Une succession d'industries lithiques y ont été mises au jour, allant de l'Acheuléen supérieur jusqu'à l'Âge du fer, en passant par le Sangoen et le Lupembien, industries du Paléolithique moyen d'Afrique, et par plusieurs industries du Paléolithique supérieur.
On a notamment trouvé des restes de foyers et des objets bien préservés en matière organique. Ces derniers incluent un gourdin en bois, des bâtons à fouir et des preuves de la consommation de fruits.
Il y a environ 10 000 ans, le site a été occupé par les porteurs de la culture magosienne, qui cédèrent la place à leur tour aux porteurs de la culture Wilton. Enfin, approximativement au IVe siècle, des groupes d'agriculteurs bantous ont commencé à s'implanter et à cultiver les environs.
En 2019, des archéologues mettent au jour des rondins de bois vieux de 476 000 ans sur les rives des chutes de Kalambo qui ont été assemblés par des mains humaines. La structure de Kalambo est la plus ancienne connue à ce jour, remontant à une période bien avant l'apparition d'Homo sapiens. À cette époque, la région était habitée par Homo heidelbergensis, une espèce d'hominidé.

## Faune
Les chutes du Kalambo sont également connues pour leur colonie de marabout d'Afrique.

## Liste indicative du Patrimoine mondial
Le site préhistorique a été inscrit par la Zambie en 1997, puis les chutes en 2009, sur la liste indicative du Patrimoine mondial de l'Unesco.